# 高勢村
高勢村（たかせそん）は、鳥取県東伯郡にあった村。現在の東伯郡三朝町の一部にあたる。

## 地理
加茂川の上流域に位置していた。

## 歴史
- 1889年（明治22年）10月1日、町村制の施行により、河村郡小河内村、笏賀村、福吉村、柿谷村、鉛山村が合併して村制施行し、高勢村が発足[1][2]。旧村名を継承した小河内、笏賀、福吉、柿谷、鉛山の5大字を編成[2]。河村郡賀茂村と組合村を結成し、組合村役場を賀茂村大字鎌田に設置[3]。
- 1896年（明治29年）4月1日、郡の統合により東伯郡に所属[2]。
- 1907年（明治40年）10月1日、東伯郡賀茂村、竹田村と合併し旭村を新設して廃止[1][2]。合併後、旭村大字小河内・笏賀・福吉・柿谷・鉛山となる[2]。

### 地名の由来
高勢権現を祀る太郎田屋敷の川向うに位置する高勢山にちなむ。

## 産業
- 農業

## 教育
- 1873年（明治6年）小河内小学校開校[4]。1887年（明治20年）小河内簡易小学校に改称[4]。